# Agustín Blas Palavecino
Agustín Blas Palavecino (Buenos Aires, Argentina; 9 de marzo de 2003) es un futbolista argentino que se desempeña como extremo en Aldosivi de la Primera División de Argentina, a préstamo desde Estudiantes de La Plata.

## Trayectoria
Formado en las categorías inferiores de Estudiantes de La Plata, debutó con el primer equipo el 10 de octubre de 2022 en el partido de Primera División en el triunfo de Estudiantes de La Plata ante el Club Atlético Lanús por 3 a 1 ingresando los últimos minutos. El técnico que lo hizo debutar fue Pablo Quatrocchi.
En septiembre de 2022 firma el primer contrato como profesional hasta fines de 2024.
En enero de 2024 se va en calidad de préstamo a Gimnasia y Esgrima de Jujuy por una temporada.
El 2 de marzo de 2024 convierte su primer doblete en la triunfo ante el Agropecuario por 2 a 1 en condición de visitante por el Campeonato de Primera Nacional 2024. El 9 de diciembre de 2024 el club anuncia el final del vínculo con el jugador.
En enero de 2025 se confirma el arribo al Club Aldosivi de la Primera División de Argentina.El préstamo se formaliza por el plazo de un año.

## Clubes

### Estadísticas
- Actualizado hasta el 2 de noviembre de 2024.

| Estudiantes de La Plata Argentina                                                                              | 1.ª                 | 2022                | 1  | 0 | 0 | 0 | 0 | 0 | 1  | 0 |
| Estudiantes de La Plata Argentina                                                                              | Total club          | Total club          | 1  | 0 | 0 | 0 | 0 | 0 | 1  | 0 |
| Gimnasia y Esgrima (J) Argentina                                                                               | 2.ª                 | 2024                | 38 | 4 | 0 | 0 | 0 | 0 | 38 | 4 |
| Gimnasia y Esgrima (J) Argentina                                                                               | Total club          | Total club          | 38 | 4 | 0 | 0 | 0 | 0 | 38 | 4 |
| Aldosivi Argentina                                                                                             | 1.ª                 | 2025                | 0  | 0 | 0 | 0 | 0 | 0 | 0  | 0 |
| Aldosivi Argentina                                                                                             | Total club          | Total club          | 0  | 0 | 0 | 0 | 0 | 0 | 0  | 0 |
| Total en su carrera                                                                                            | Total en su carrera | Total en su carrera | 39 | 4 | 0 | 0 | 0 | 0 | 39 | 4 |
| (1) Incluye Copa Argentina, Copa de la Superliga Argentina. (2) Incluye Copa Sudamericana y Copa Libertadores. |                     |                     |    |   |   |   |   |   |    |   |